# あしゅら (お笑い)
あしゅらは、かつて吉本興業（よしもとクリエイティブ・エージェンシー）に所属していた日本のお笑いトリオ。旧名は亜修羅（読み同じ）。2010年1月結成。2012年8月解散。

## メンバー
- SAKU（さく、本名:作井良太、1990年7月16日 - ）　ボケ担当、立ち位置は向かって左。
  - 大阪NSC32期生。
  - 身長174cm、体重67kg、血液型B型。
  - 兄は同じくお笑い芸人のツネ（常道啓史、2700）。
  - 『芸人同棲』（テレビ朝日）にて「花金バーナード」を結成し、活動拠点を東京にしている。
- 大脇拓平（おおわき たくへい、1980年2月29日 - ）　ツッコミ担当、立ち位置は真ん中。
  - 大阪NSC25期生。
  - 身長：177cm、体重：67kg、血液型A型。
  - 元大脇里村ゼミナールのツッコミ担当。
  - 現在はグイグイ大脇の芸名でピン芸人として活躍。
- ウ・キリュウ（1988年10月7日 - ）　ボケ担当、立ち位置は向かって右。
  - 大阪NSC30期生。
  - 身長：182cm、体重：80kg、血液型A型。
  - 日本育ちの韓国人。
  - R-1ぐらんぷり2012準決勝進出。

## 概要
- 3人共たむらけんじファミリー『TKF』のメンバーであり、「炭火焼肉たむら」でアルバイトをしている。
- 大脇がキリュウとSAKUに声をかけてトリオを結成した。
- パンサーやソーセージ（2012年解散）と同じく、全員の芸歴がバラバラである。
- 2010年7月、baseよしもとプチbメンバーに初昇格。
- 2011年11月、トリオ名を「亜修羅」から「あしゅら」に改名。
- 2012年8月、トリオ解散、それぞれピン芸人として活躍中。

## 芸風
- しゃべくり漫才
- 韓国兵役の大脇とSAKUが隊長役のキリュウから命令されたことをやるネタ
- 「鴨志田教授」役の大脇が紹介するキリュウとSAKUによる動物形態模写コント

## 受賞歴
第100回 キタイ花ん 3位

## 出演番組
- 大炎上base なんぼなんでも気が早い! ナマやから早すぎた大晦日SP!!（関西テレビ、2009年12月31日(30日深夜)）
- 千鳥のぼっけぇTV!（GAORA）
- オールザッツ漫才2010（毎日放送）
- せやねん!（毎日放送、2011年12月17日） - 「クイズできるか?できひんか?」